# NGC 3283
NGC 3283 ist eine linsenförmige Galaxie vom Hubble-Typ S0 im Sternbild Segel des Schiffs südlich des Himmelsäquators. Sie ist schätzungsweise 120 Millionen Lichtjahre von der Milchstraße entfernt.
Das Objekt wurde am 3. März 1837 vom britischen Astronomen John Herschel entdeckt.